# Черемошне (Ковельський район)
Черемо́шне — село в Україні у Колодяжненській сільській громаді Ковельського району Волинської області.

## Історія
Згідно з легендою, можна припустити, що село було засноване в середині XIV століття, в період, коли на Волині влада Золотої Орди значно послабилася і Волинь потрапила під владу Литви. Волинське князівство вело боротьбу проти литовських і польських феодалів. Як стверджує легенда, частина воїнів відмовилася від боротьби й осіла в долині. Згодом тут виникло поселення, яке з усіх боків було оточене кам'яними мурами. А кругом його оборали два брати-близнюки. Жителі села в основному займалися обробітком землі й розведенням худоби. Та ж легенда розповідає, що село назване на честь пана Данила Черемошнянського, який володів ним.
А ще кажуть, що раніше село потопало в черемусі, й від назви цього дерева пішла назва села — Черемошне.
Село розкинулося в довжину більше ніж на 2 верстви й в ширину на одну версту, розділене на три вулиці. Одна звалась «Верес», де раніше ріс дубовий і сосновий ліс з кущами вересу. Друга вулиця — «Білінська», названа так через те, що тут жили селяни, які носили прізвище Білінців. Третя вулиця — «Мала», названа так тому, що вона порівняно з першими, була малою.
Через село проходив тракт з Ковеля в містечко Стобихівку і далі у село Кримно, а також проходила телеграфна лінія в Пінськ Мінської губернії.
Нікому не відомо, коли й хто збудував у селі церкву. Церква у селі була Покровська, дерев'яна і збудована на старому кладовищі.
Після третього поділу Польщі у 1795 році Волинь відійшла до складу Росії. Селяни були закріпачені. Після реформи 1861 року вони ще деякий час відбували панщину.
На той час пан Юліан Глембоцький мав в селі 3500 десятин землі. Поряд з селом проходила залізниця, якою вивозили ліс.

### Період першої світової війни
У 1914 році почалася перша світова війна. Більшу частину чоловічого населення мобілізували на фронт, забирали коней, худобу. Через село до річки Стохід проходив фронт. Тоді жителів села вперше вивезли до Росії.
Після Ризького миру 18 березня 1921 року село знову опинилося під владою Польщі. У селі діяла школа, навчання в якій велося польською мовою. Так тривало до осені 1939 року — початку Другої світової війни.
17 вересня в село вступили війська Червоної армії і вся Західна Україна, у тому числі й село, з'єдналося зі Східною Україною, і ввійшло до складу Радянського Союзу. Восени 1940 року, у зв'язку з розширенням артилерійського полігону, село Черемошне, а також села Заячівка, Бережниця, Черськ були виселені в Бесарабію, зокрема в Одеську область, Арцизький район, села Вишняки та Полонка.
З початку війни в селі залишилося лише кілька сімей. В лісах воювали партизани. Ночами вони дзвонили в церковні дзвони, і німці дали розпорядження підпалити церкву.
По закінченні війни в село почали повертатися люди. Хто просто з фронту, хто з полону, а влітку і восени 1947 року повернулись майже всі селяни з сім'ями з Бессарабії. Спочатку жили в землянках, не мали чого їсти. Багато вмирали з голоду, ходили по селах побиратися.
У 1948 році в селі створили колгосп імені «Ватутіна», першим головою якого був Логвинюк Петро. Потім керівництво взяв на себе Білінець Петро Андрійович, який пробув на цій посаді до возз'єднання колгоспів сіл Ломачанки та Черемошного. Пізніше до цих сіл приєдналося село Кричевичі, створивши спільний колгосп «Шлях Леніна».
Але не дивлячись ні на що, село будувалося, у 1956 році було збудовано школу, до того вчились по хатах, в школі навчалося 106 учнів. В перший клас пішло 20 учнів.
Згодом, у 1964 році, було збудовано контору, медпункт, бібліотеку. У 1966 році було проведено електрифікацію. У 1987 році заасфальтовано дорогу, в село почав курсувати автобус. У 1994 році в селі відкрили лісництво. У 2004 році збудовано новий корпус школи, а у 2007 році добудовано другий корпус.

## Населення
Згідно з переписом УРСР 1989 року чисельність наявного населення села становила 564 особи, з яких 278 чоловіків та 286 жінок.
За переписом населення України 2001 року в селі мешкало 518 осіб. 100 % населення вказало своєю рідною мовою українську мову.